# Gare de Banyuls-sur-Mer
Ne doit pas être confondu avec Gare de Banyuls-dels-Aspres.
La gare de Banyuls-sur-Mer est une gare ferroviaire française de la ligne de Narbonne à Port-Bou (frontière), située sur le territoire de la commune de Banyuls-sur-Mer, dans le département des Pyrénées-Orientales en région Occitanie.
Elle est mise en service en 1878 par la Compagnie des chemins de fer du Midi et du Canal latéral à la Garonne. 
C'est une gare de la Société nationale des chemins de fer français (SNCF), desservie par des trains express régionaux TER Occitanie.

## Situation ferroviaire
Établie à 17 mètres d'altitude, la gare de Banyuls-sur-Mer est située au point kilométrique (PK) 502,133 de la ligne de Narbonne à Port-Bou (frontière), entre les gares de Port-Vendres-Ville et de Cerbère.

## Histoire
La gare de Banyuls-sur-Mer est construite par la Compagnie des Chemins de fer du Midi en 1876 et ouverte en 1878 à la fin des travaux d'extension de Perpignan à Portbou en Espagne, de l'actuelle ligne Narbonne-Portbou.
Son électrification est opérée en 1982, en même temps que sa conversion à la signalisation actuelle de type BAL.
La ville précédente de Port-Vendres a, elle, été atteinte par le rail en 1867. Il semblerait que les neuf ans nécessaires pour rallier les six km séparant les deux villes (soit presque autant que pour les trente km de Perpignan à Port-Vendres) soient dus au mauvais œil dont les Banyulencs voyaient le progrès du chemin de fer au sein de leur commune, si bien que ceux-ci tentèrent de ralentir l'avancement des travaux le plus possible.

## Fréquentation
En 2014, selon les estimations de la SNCF, la fréquentation annuelle de la gare était de 72 164 voyageurs.
De 2015 à 2021, selon les estimations de la SNCF, la fréquentation annuelle de la gare s'élève aux nombres indiqués dans le tableau ci-dessous. :
| Année     | 2015   | 2016   | 2017   | 2018   | 2019   | 2020   | 2021   | 2022   | 2023    |
| --------- | ------ | ------ | ------ | ------ | ------ | ------ | ------ | ------ | ------- |
| Voyageurs | 73 499 | 71 187 | 80 181 | 64 538 | 74 781 | 50 479 | 77 197 | 95 022 | 107 964 |

## Service des voyageurs

### Accueil
Gare SNCF, elle dispose d'un bâtiment voyageurs, avec guichet, ouvert du lundi au vendredi, fermé du samedi au dimanche. Elle est équipée d'un automate pour l'achat de titres de transport TER.
Il est décidé en 2021 de faire de la gare une Smart Station, permettant l'ouverture et la fermeture automatisée des bâtiments afin de permettre aux voyageurs de s'abriter des intempéries.

### Desserte
Banyuls-sur-Mer est desservie par des trains du réseau TER Occitanie qui circulent entre Perpignan et Cerbère. Certains trains sont prolongés au-delà de Perpignan vers Narbonne, puis Toulouse-Matabiau ou Nîmes et Avignon-Centre, tandis que d'autres sont prolongés au-delà de Cerbère vers Portbou. Le temps de trajet est d'environ 30 minutes depuis Perpignan et d'environ 15 minutes depuis Cerbère.
L'Intercités de nuit, reliant Paris-Austerlitz à Cerbère, dessert également la gare, pendant les week-ends et les vacances uniquement.

### Intermodalité
Un pour les vélos et un parking pour les véhicules y sont aménagés.

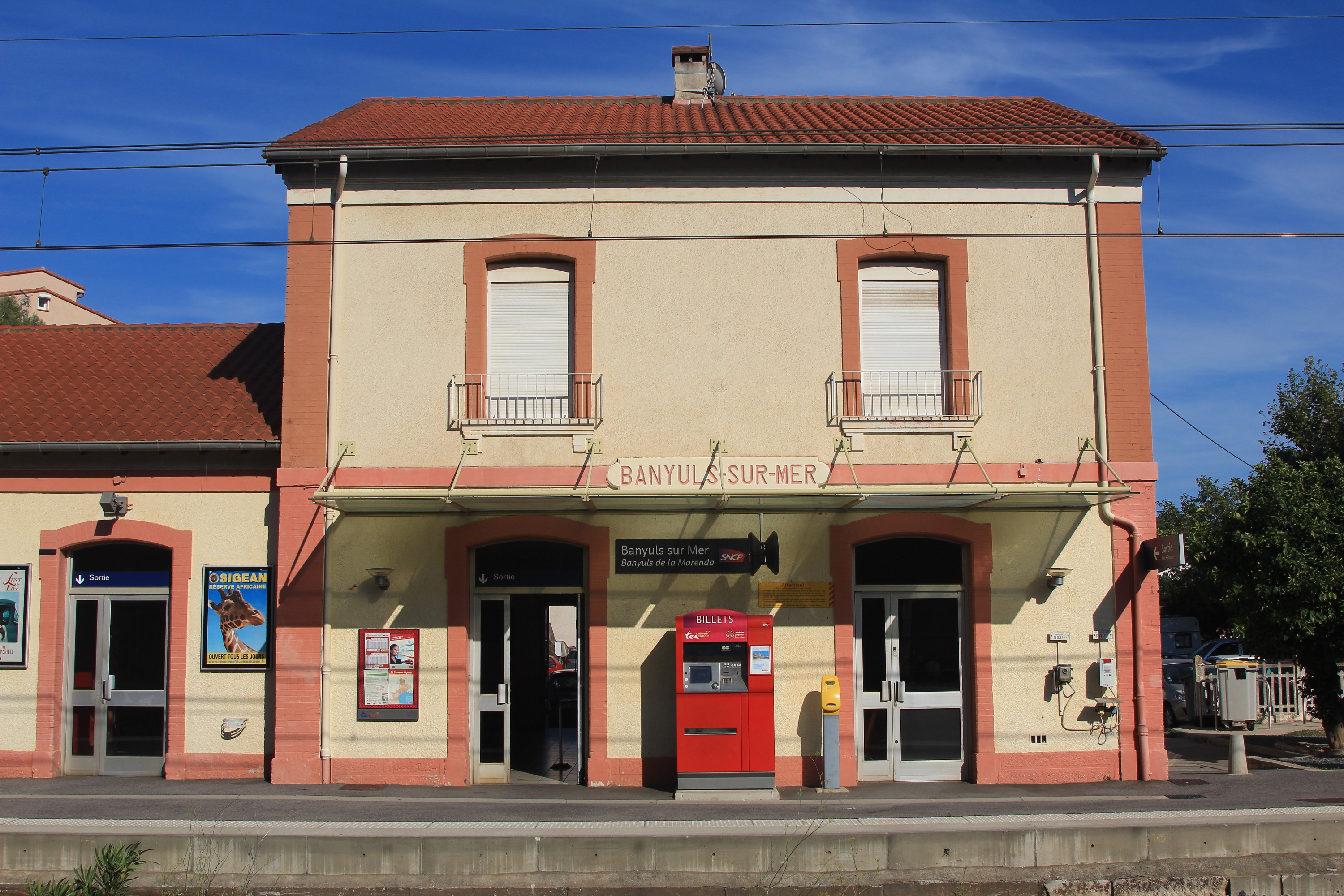
Bâtiment voyageurs côtés voies, avec automate de billets TER et téléphones de service.
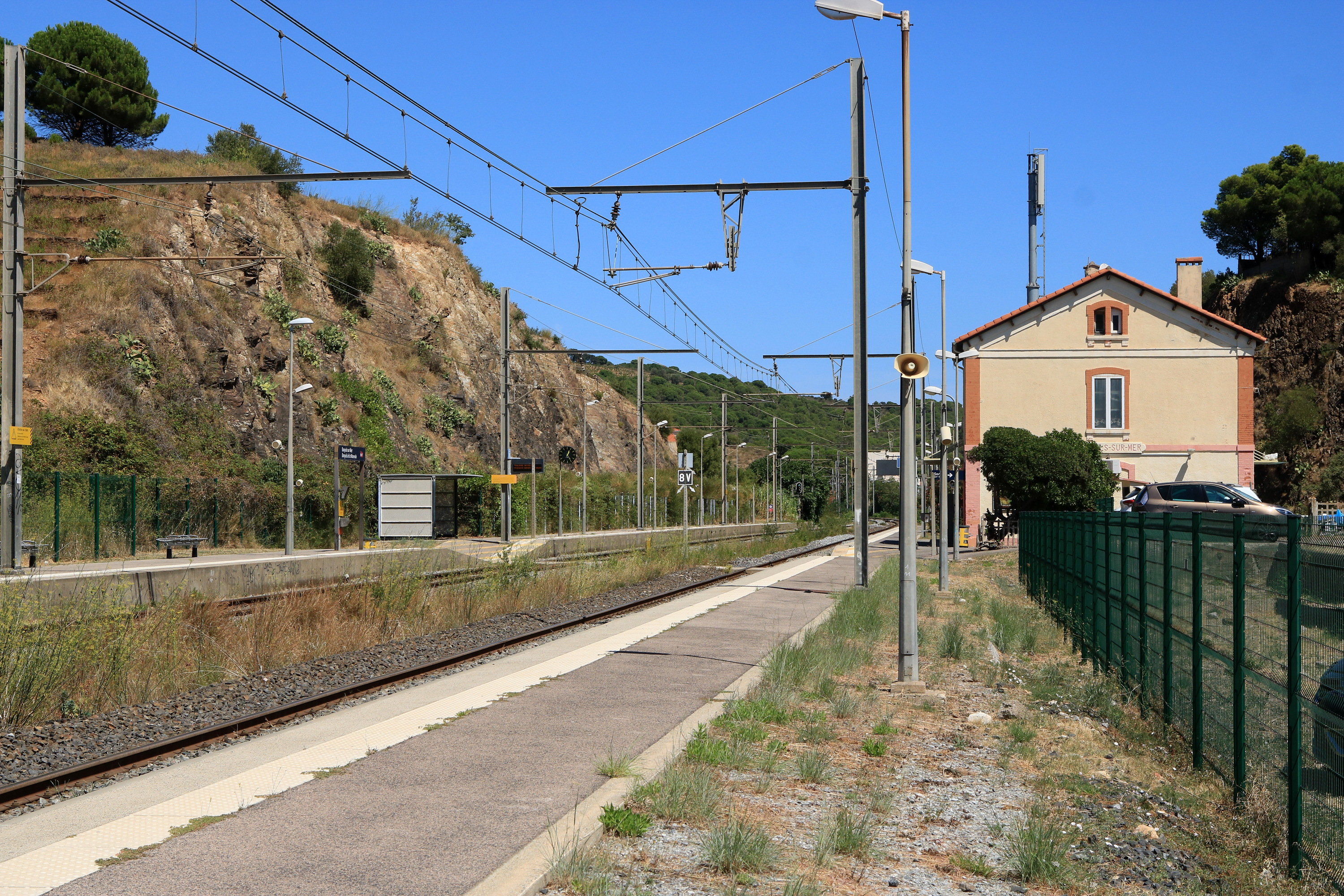
Voies et quais en direction de Narbonne.
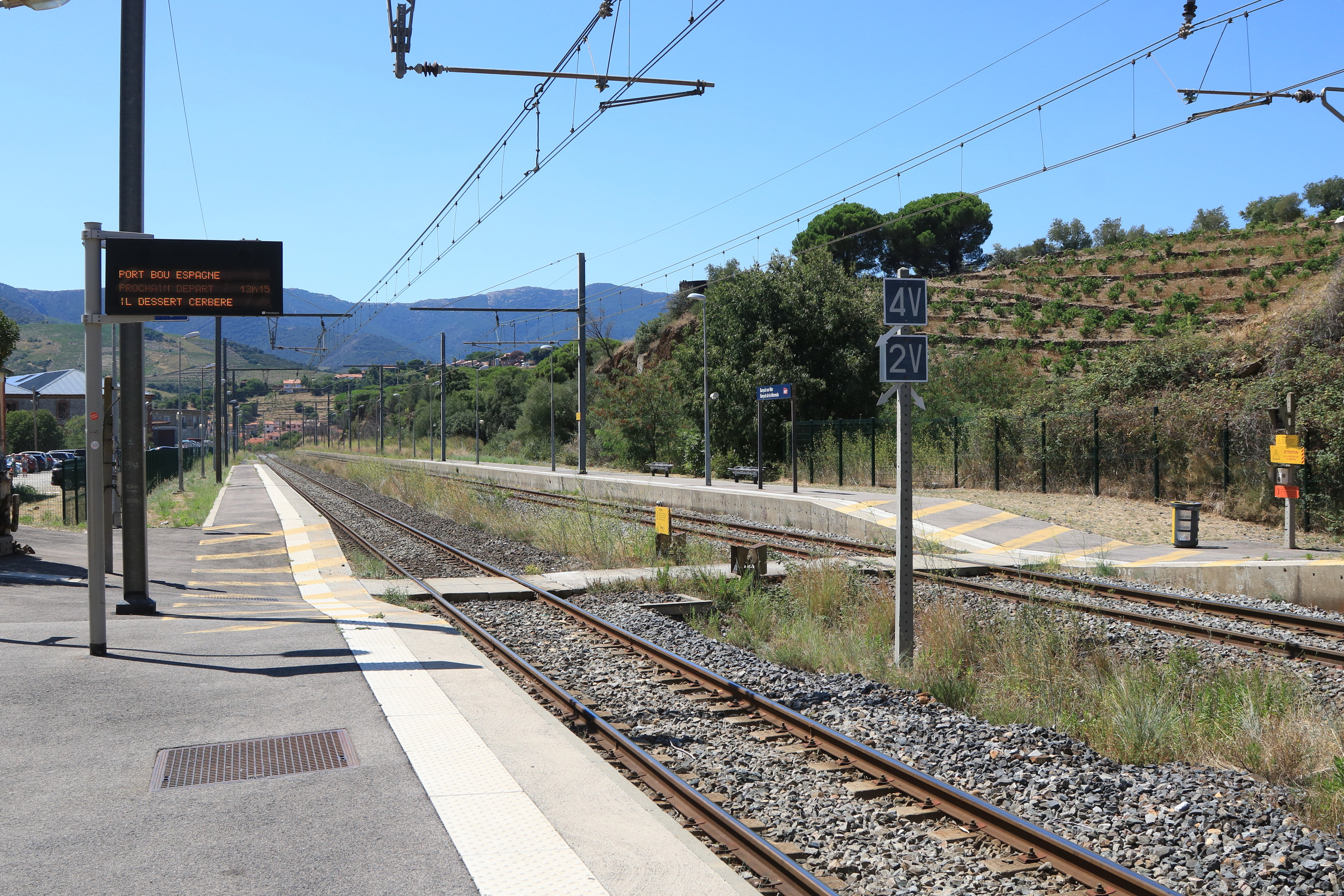
Voies et quais en direction de Cerbère.
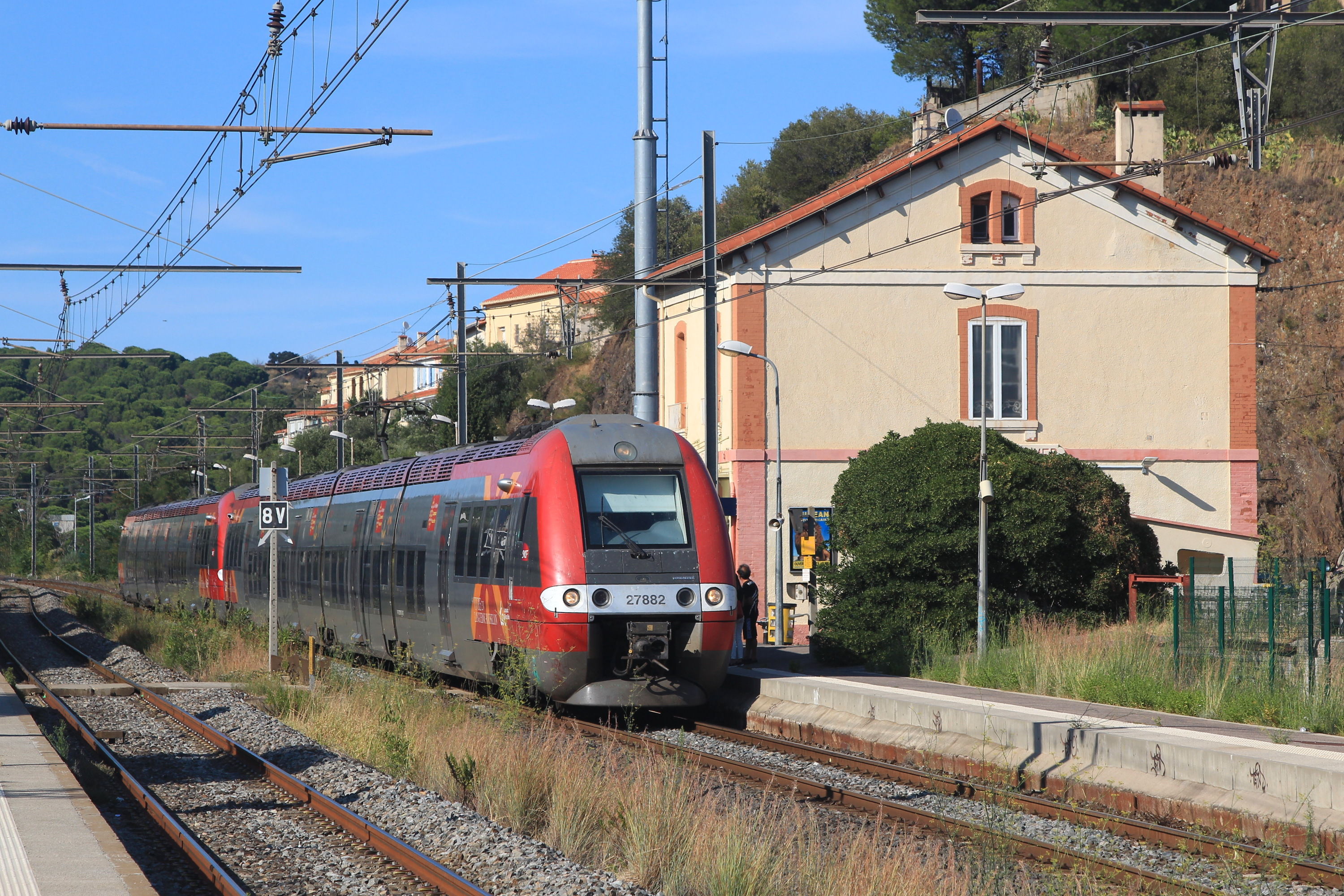
TER à destination de Port-Bou desservant la gare.